# 禁止法 (言語学)
禁止法（きんしほう、proh）は、言語学の用語で叙法の一種。「～するな」のように禁止や規制を表すものをいう。

## 例

### 命令法の否定で表す言語
インド・ヨーロッパ語などでは命令法の否定として表されることが多い。例えば以下の英語の例である。
do-n't
AUX-NEG
go
行く.IMP
「行かないで！」
アイヌ語では、禁止法専用の副詞iteki（沙流・千歳方言）やeciki（旭川方言）などを肯定の命令法同様の形（例外的に人称接辞を取らない形）になる。
iteki
NEG
arpa!
行く.IMP
「行かないで！」

### 命令法と独立した禁止法
命令法と別の法として表現する言語もあり、日本語がその例である。日本語では終止形に終助詞「な」をつける形が一般的である。一部の方言では終止形でなく連用形を使う形「～しな」もあるが、これは関東方言などでは逆に命令表現となる。また敬語表現として否定依頼の「・・・ないで（下さい）」などの表現がある。古語でも終助詞の「な」はあったが、「な」と「そ」で連用形をはさむ形式が普通であった。
また、以下の例にある中国語のような、否定動詞を使ったものもある。
別
PROH
去
行く
「行かないで！」